# Helium (film)
Helium è un cortometraggio danese del 2014 diretto da Anders Walter.
Il corto ha vinto il premio Oscar come miglior cortometraggio in occasione dei Premi Oscar 2014.